# Trygve Helgaker
Trygve Helgaker, né le 11 août 1953 à Porsgrunn en Norvège, est professeur de chimie à l'Université d'Oslo en Norvège.
Il est membre de l'Académie internationale des sciences moléculaires quantiques depuis 2005.
Il a écrit plus de 200 articles scientifiques, ainsi que le livre Molecular Electronic-Structure Theory (Trygve Helgaker, Poul Jørgensen & Jeppe Olsen, Wiley, Chichester, 2000). Il est l'un des principaux auteurs du programme de calcul ab initio de chimie quantique DALTON.